# Grace Chatto
Grace Chatto (Londra, 10 dicembre 1985) è una musicista e cantante britannica, violoncellista e membro fondatore dei Clean Bandit.

## Formazione
Grace Chatto si è diplomata presso la Westminster School di Londra, e ha perfezionato la propria formazione musicale presso la Royal Academy of Music. Ha quindi studiato lingue moderne presso il Jesus College dell'Università di Cambridge, dove ha conosciuto Jack Patterson e Neil Amin-Smith, che sarebbero diventati con lei i fondatori dei Clean Bandit. Parla russo fluentemente, avendo vissuto per un periodo a Mosca.

## Carriera con i Clean Bandit
Nel 2009 ha fondato con Neil-Amin Smith e i fratelli Jack e Luke Patterson i Clean Bandit. La band ha raggiunto grande fama a partire dal 2014, con la pubblicazione del singolo Rather Be, successo poi consolidato da altri brani di successo mondiale quali Rockabye, Symphony, Solo e Tick Tock. Con i Clean Bandit ha sinora pubblicato due album: New Eyes nel 2014 e What Is Love? nel 2018.
La Chatto è autrice di musiche e testi di molti dei brani del gruppo, oltre ad averne diretto alcuni video musicali. È stata inoltre co-produttrice di entrambi gli album dei Clean Bandit.

## Altre attività
Grace Chatto, insieme a Jack Patterson, ha fondato la Cleanfilm, società per la produzione di videoclip per i Clean Bandit e per altri artisti.
È inoltre membro fondatore dei Massive Violins, un complesso di violoncellisti, con i quali si esibisce parallelamente alle attività legate ai Clean Bandit.